# Hanna Hartman
Hanna Hartman, född 27 oktober 1961 i Uppsala, är en svensk tonsättare och ljudkonstnär bosatt i Berlin.
Hanna Hartman var 2007–2008 "Composer in residence" hos Sveriges Radio, och hon är sedan 2003 medlem i Föreningen svenska tonsättare.

## Priser och utmärkelser
- 1998 – Prix Europa[2]
- 2005 – Karl-Sczuka-Preis[3]
- 2006 – Phonurgia Nova Prize[3]
- 2010 – Villa Aurora-stipendiat[3]
- 2011 – Rosenbergpriset[4]
- 2016 – Phonurgia Nova Prize[5]

## Verk
- Cikoria (2000)
- Die Schrauben, die die Welt zusammenhalten (2001)
- Färjesånger (2002)
- Cratere (2003)
- Black Boxes, ljudinstallation (2003)
- Auf's glatteis, performance (2004)
- Longitude 013° 26' E (2004)
- Att fälla grova träd är förknippat med risker, elektroakustisk musik (2004)
- Can Man, ljudinstallation (2005)
- Wespen Vesper (2005)
- Arba Da Karba, performance (2006)
- Inre sprickor uppkommer i den senare delen av torkprocessen (2006)
- Musik för Dansstycket jag glömmer bort (2006)
- His Masters Voice, performance (2007)
- Horizontal Cracking in Concrete Pavements för 2 saxofoner och tape (2007)
- Please Touch the Metal Tongue, ljudinstallation (2007)
- Dich tholen, performance (2007)
- Nightlock för violin och tape (2007)
- Measures of Control, elektroakustisk musik (2008)
- Message from the Lighthouse för slagverk och tape (2009)
- Borderlines för violin, objekt och elektronik (2009)
- Glücklich auf dem Weg nach unten, performance (2009)
- Shanghai Fireflies för trumpet och tape (2010)
- Circling Blue för sopran och tape (2010)
- Acoustic Catacombs, ljudinstallation (2010)
- RAINBIRDS för flöjt och sprinklers (2010)
- Törst (2011)
- BLACK för trumpet, horn och tuba (2011)
- Shadow Box för slagverkskvartett (2011)
- Goldfinger (2013)
- The Influence of Dust violin för Paetzold-blockflöjt och EAM (2013)

## Diskografi
- 2002 –  Färjesånger / Cikoria / Die Schrauben, die die Welt zusammenhalten (Electron Records)
- 2005 – Longitude / Cratere (Komplott)
- 2007 – Ailanthus (Komplott)[6]
- 2011 – H^2 (Komplott)[7]